# Erimede
Erimede (altgriechisch Ἐριμήδη Erimḗdē oder Ἐρυμήδη Erymḗdē) ist eine Frauengestalt der griechischen Mythologie.
Erimede ist die Tochter des Damasiklos und die Gattin des Elatos, des Sohnes des Ikarios. Von ihm ist sie die Mutter des Tainaros, des eponymen Heros der Stadt Tainaros, nach der das Kap Tainaros benannt wurde.

## Nachweise
1. ↑  Pherekydes von Athen, Fragment 88 aus Scholion zu Apollonios von Rhodos 1,102. In: Karl Müller, Theodor Müller, Victor Langlois (Hrsg.): Fragmenta historicorum graecorum. Band 1, S. 93.